# TRNA

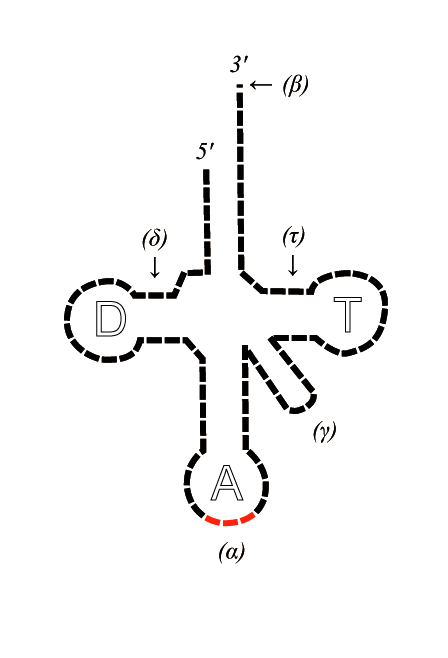
tRNA: T – TΨC rameno, D – D rameno, A – antikodonové rameno s červeně vyznačeným antikodonem, γ – extra rameno; β – místo koncové sekvence -CCA. Číslování nukleotidů je od 5' konce po 3' konec.

tRNA neboli transferová RNA je druh RNA v buňce, která se podílí na proteosyntéze tím, že připojuje specifickou aminokyselinu do rostoucího polypeptidového řetězce při translaci. Tím dochází k překladu sekvence nukleotidů v nukleových kyselinách do sekvence aminokyselin v proteinech. Každá aminokyselina má minimálně jednu tRNA. tRNA je složena zhruba z 80 nukleotidů; při posttranskripčních úpravách dochází k modifikaci kolem 17 % bází tRNA.

## Struktura
tRNA má primární strukturu (danou sekvencí nukleotidů), sekundární strukturu (danou interakcemi mezi jednotlivými částmi molekuly tRNA) a terciární strukturu (což je trojrozměrné uspořádání molekuly tRNA).
Sekundární struktura tRNA je poměrně složitá, vedle klasického párování bází umožňuje i newatsonovsky-crickovské párování bází, tzv. kolísavé párování bází. Při zploštění molekuly má sekundární struktura tRNA typický vzhled trojlístku s několika charakteristickými oblastmi – tzv. rameny (či smyčkami):
Akceptorové rameno končí sekvencí -CCA, na které je přichycena díky enzymu aminoacyl-tRNA syntetáze příslušná aminokyselina. Dále je přítomno TΨC rameno mezi nukleotidy 49–65, variabilní extra rameno mezi nukleotidy 44–47, D rameno mezi nukleotidy 9–25 a antikodonové rameno mezi nukleotidy 27–43 nesoucí antikodon na pozici 34–36, přičemž kodon se přikládá v opačném směru, takže první písmeno antikodonu je na nukleotidu č. 36.

Terciární struktura všech tRNA připomíná písmeno „L“ a tato trojrozměrná struktura je nutná k tomu, aby tRNA mohla nasednout do A a P místa na ribosomu.